# KS Kastrioti Krujë
KS Kastrioti är en albansk fotbollsklubb från staden Krujë.

## Historia
KS Kastrioti grundades 1926. Vid den tiden kallas Klubi Sportiv Kastrioti Krujë.

## Placering senaste säsonger
| Säsong    | Nivå | Liga                     | Placering | Referens | Notering                            |
| --------- | ---- | ------------------------ | --------- | -------- | ----------------------------------- |
| 2018/2019 | 1    | Kategoria Superiore      | 9         | [ 1 ]    | Nedflyttad till Kategoria e Parë    |
| 2019/2020 | 2    | Kategoria e Parë (A gr.) | 2         | [ 2 ]    | Uppflyttad till Kategoria Superiore |
| 2020/2021 | 1    | Kategoria Superiore      | 8         | [ 3 ]    | Kvalspel om Kategoria Superiore     |
| 2021/2022 | 1    | Kategoria Superiore      | 7         | [ 4 ]    |                                     |
| 2022/2023 | 1    | Kategoria Superiore      | 10        | [ 5 ]    |                                     |

## Färger
KS Kastrioti spelar i röd och svart trikåer, bortastället är vit och röd.
| KS KASTRIOTI | KS KASTRIOTI |

### Trikåer
| Hemmakit | Hemmakit | Hemmakit | Hemmakit |

## Trupp 2021/22
Uppdaterad: 18 december 2021.
| Nr | Land     | Pos | Namn            |
| -- | -------- | --- | --------------- |
| 1  | Albanien | MV  | Edmir Sali      |
| 2  | Albanien | F   | Endri Reci      |
| 4  | Albanien | F   | Sokol Neziri    |
| 5  | Albanien | F   | Bekim Dida      |
| 7  | Albanien | MF  | Bedri Greca     |
| 8  | Albanien | MF  | Donald Mëllugja |
| 10 | Albanien | MF  | Arbër Basha     |
| 11 | Albanien | F   | Enes Isufi      |
| 12 | Albanien | MV  | Arlis Shala     |
| 13 | Albanien | MV  | Elton Vata      |
| 14 | Kroatien | A   | Marin Mudražija |

| Nr | Land     | Pos | Namn            |
| -- | -------- | --- | --------------- |
| 15 | Nigeria  | MF  | Olawale Onanuga |
| 17 | Albanien | F   | Armando Rami    |
| 18 | Albanien | MF  | Abaz Karakaçi   |
| 19 | Albanien | A   | Spartak Ajazi   |
| 20 | Albanien | F   | Indrit Prodani  |
| 21 | Tyskland | F   | Damir Grgić     |
| 22 | Albanien | MF  | Edon Hasani     |
| 24 | Nigeria  | F   | Lukman Hussein  |
| 27 | Albanien | MF  | Joan Çela       |
| 80 | Albanien | F   | Eneid Kodra     |
| 99 | Nigeria  | MF  | Henry Okebugwu  |